# Бондар, Анатолий Владимирович
Анатолий Владимирович Бондар (укр. Анатолій Володимирович Бондар; род. 17 ноября 1960, Хочино) — советский и российский юрист и государственный деятель, председатель Второго кассационного суда общей юрисдикции, Заслуженный юрист Российской Федерации.

## Биография
Родился 17 ноября 1960 года в селе Хочино Олевского района Житомирской области Украинской ССР.
- 1978 год — 1980 год — срочная служба а Вооруженных силах СССР.
- 1981 год — 1986 год — учёба на юридическом факультете Кубанского государственного университета.
- 1986 год — 1989 год — судья Кущевского районного суда Краснодарского края.
- 1989 год — 1990 год — инструктор организационного отдела Кущевского РК КПСС Краснодарского края.
- 1990 год — 2006 год — работа в органах прокуратуры Российской Федерации.
- 1990 год — 1991 год — заместитель прокурора Кущевского района Краснодарского края.
- 1991 год — 1994 год — прокурор Щербиновского района Краснодарского края.
- 1994 год — 1997 год — Ейский межрайонный прокурор Краснодарского края.
- 1997 год — 2000 год — заместитель прокурора Краснодарского края.
- 2000 год — 2006 год — прокурор Саратовской области.
- 10 января 2001 года — присвоен классный чин государственного советника юстиции 3 класса[1].
- 2001 год — защита диссертации на соискание учёной степени кандидата юридических наук на тему «Криминалистические средства и методы пресечения и расследования приготовления к преступлению» в Кубанском государственном университете.
- 23 июля 2003 года — присвоен классный чин государственного советника юстиции 2 класса[2].
- 2006 год — 2006 год — заместитель Генерального прокурора РФ.
- 2006 год — 2008 — статс-секретарь — заместитель Министра юстиции РФ[3][4].
- 13 декабря 2007 года — присвоен классный чин государственного советника юстиции 1 класса[5].
- 2008 год — 2011 год — заместитель Генерального директора Судебного департамента при Верховном суде РФ.
- 2009 год — защита диссертации на соискание учёной степени доктора политических наук на тему «Укрепление институтов государства как фактор консолидации российского общества» в Саратовском государственном социально-экономическом университете.
- 2011 год — 2018 год — председатель Нижегородского областного суда[6].
- С 2018 года — председатель Второго кассационного суда общей юрисдикции[7].

## Награды
- Орден Почёта (3 марта 1999 года) — за высокие достижения в труде и заслуги в укреплении дружбы и сотрудничества между народами[8]
- Заслуженный юрист Российской Федерации (22 декабря 2005 года) — за заслуги в укреплении законности и правопорядка и многолетнюю добросовестную службу[9]
- Нагрудный знак «Почётный работник прокуратуры Российской Федерации»
- Медаль Анатолия Кони

## Некоторые публикации

### Диссертации
- Бондар А. В. Криминалистические средства и методы пресечения и расследования приготовления к преступлению. Автореф. дис. … канд. юрид. наук. — Краснодар, 2001. — 27 с.
- Бондар А. В. Укрепление институтов государства как фактор консолидации российского общества. Автореф. дис. … д-ра. полит. наук. — Саратов, 2009. — 41 с.

### Монографии, учебные пособия
- Бондар А. В. Криминалистические средства и методы пресечения и расследования приготовления к преступлению. Монография. — Саратов: Издательство СЮИ МВД России, 2002. — 112 с. — ISBN 5-7485-0179-1.
- Асташкина Е. Н., Бондар А. В., Грачёва О. А. и др. Правоохранительные органы Российской Федерации. Учебное пособие / ред. А. Ф. Соколов. — Саратов: Издательство СГЮА, 2016. — 269 с. — 750 экз. — ISBN 978-5-7924-1227-9.
- Авдонина Т. М., Асташкина Е. Н., Бондар А. В. и др. Правоохранительные органы. Учебное пособие для студентов / ред. А. Ф. Соколов. — Саратов: Издательство СГЮА, 2018. — 254 с. — 750 экз. — ISBN 978-5-7924-1417-4.

### Статьи
- Бондар А. В. Профилактика преступности и ее результаты // Законность : журнал. — 2002. — № 9. — ISSN 0869-4486.
- Бондар А. В. Координация деятельности правоохранительных органов по борьбе с нарушениями законодательства при возмещении НДС // Законность : журнал. — 2004. — № 5. — С. 10—12. — ISSN 0869-4486.

## Критика деятельности
Деятельность Анатолий Бондара неоднократно подвергалась критике со стороны СМИ. Так, критиковались однобокий подход при расследовании ряда громких уголовных дел, затягивание сроков расследования, грубые процессуальные нарушения при расследовании уголовных дел и проведении доследственных проверок. Звучали обвинения в кумовстве.
По результатам экспертизы докторской диссертации Анатолия Бондара, проведенной сообществом Диссернет, в диссертации имеются значительные объёмы заимствований.

### Биография
- Бондар Анатолий Владимирович // ИА «Четвёртая власть»
- Бондар Анатолий Владимирович // Кто есть кто в Саратовской области
- Бондар Анатолий Владимирович // Юридический факультет Кубанского государственного университета
- Бондар Анатолий Владимирович // Второй кассационный суд общей юрисдикции

### Интервью
- «Каждый приговор — индивидуален» // Российская газета
- Анатолий Бондар: «Изменилась практика назначения наказания „пьяным водителям“» // Журнал «Уголовный процесс», 2012, № 12